# Astragalus pseudodianthus
Astragalus pseudodianthus là một loài thực vật có hoa trong họ Đậu. Loài này được Nabelek miêu tả khoa học đầu tiên.